# Groupe de NGC 940
Le groupe de NGC 940 comprend huit galaxies situées dans la constellation du Triangle. La distance moyenne pour les six premières galaxies du tableau et la Voie lactée est d'environ 71,2 Mpc (∼232 millions d'al), l'appartenance des deux dernières galaxies étant douteuse. 

## Membres
Le tableau ci-dessous liste les sept galaxies du groupe indiquées dans l'article de A.M. Garcia paru en 1993.  La huitième galaxie est PGC 212995C'est une petite galaxie au nord de NGC 931 dont la distance de Hubble est égale à 67.4.2 ± 5,2 Mpc (∼220 millions d'al) . À en juger par l'image de NGC 931, ces deux galaxies sont peut-être en collision, mais aucun des sites consultés n'en fait mention.
| Nom         | Class.    | Type                  | α (J2000.0)   | δ (J2000.0) | Vitesse radiale (km/s) | m               | Distance (Mpc) | Dimension (kal) |
| ----------- | --------- | --------------------- | ------------- | ----------- | ---------------------- | --------------- | -------------- | --------------- |
| NGC 931     | SAbc      | Spirale               | 02h 28m 14.5s | 31° 18′ 42″ | 4992 ± 6               | 12,8            | 70,2 ± 4,9     | 201             |
| NGC 940     | S0?       | Lenticulaire          | 02h 29m 27.5s | 31° 38′ 27″ | 5119 ± 20              | 12,4            | 72,1 ± 5,1     | 119             |
| UGC 1856    | Sd        | Spirale               | 02h 24m 31.6s | 31° 36′ 55″ | 4804 ± 2               | 13,16           | 67,4 ± 4,7     | 96              |
| UGC 1963    | SAB(rs)ab | Spirale intermédiaire | 02h 29m 26.3s | 31° 28′ 18″ | 5137 ± 1               | 13,80           | 72,4 ± 5,1     | 91              |
| UGC 2008    | Sd        | Spirale               | 02h 32m 32.2s | 31° 36′ 34″ | 5047 ± 4               | 11,648 ± 0,0081 | 71,1 ± 5,0     | 69              |
| CGCG 504-97 | Sc        | Spirale               | 02h 29m 48.7s | 31° 27′ 14″ | 5239 ± 5               | 15,3 ± 0,4      | 73,9 ± 5,2     | 49              |
| PGC 94002   | ?         | ?                     | 02h 28m 17.0s | 31° 35′ 39″ | 17586 ± 0              | 13,237 ± 0,1331 | 256 ± 18       | 142             |
| PGC 212995  | ?         | ?                     | 02h 28m 14.3s | 31° 19′ 00″ | 4797 ± 150             | >19             | 67,4 ± 5,2     | ?               |

- 1Dans le proche infrarouge.
- 2La base de données Simbad indique une vitesse de 5268 km/s[5]. Si cette information est exacte, PGC 9400 ferait partie de ce groupe, sinon c'est une lointaine galaxie. Notons que cette base de données renferme cependant plusieurs erreurs quant à l'identification des galaxies.

Le site DeepskyLog permet de trouver aisément les constellations des galaxies mentionnées dans ce tableau ou si elles ne s'y trouvent pas, l'outil du site constellation permet de le faire à l'aide des coordonnées de la galaxie. Sauf indication contraire, les données proviennent du site NASA/IPAC. 